# Jesús Bermúdez
Jesús Bermúdez Tórrez (1902–1945) bolíviai válogatott labdarúgókapus.
A bolíviai válogatott tagjaként részt vett az 1930-as világbajnokságon és az 1926-os és az 1927-es Dél-amerikai bajnokságon.

## Külső hivatkozások
- Jesús Bermúdez a FIFA.com honlapján Archiválva 2015. február 4-i dátummal a Wayback Machine-ben